# Eythor Thorlaksson
Etyhor Thorlaksson (ur. 22 marca 1930 w m. Hafnarfjörður, zm. 14 grudnia 2018) – islandzki kompozytor i gitarzysta.

## Życiorys
W latach 1950–1952 uczył się gry na gitarze w Anglii, Danii i Szwecji, następnie w 1953 w Hiszpanii u Daniela Fortea i Quintina Esquembre. Przez trzy lata (1954-1957) przyswajał informacje z harmonii i kontrapunktu u dr Urbancica, a w latach 1958-1961 ukończył studia gitarowe u Graciano Taragó w Barcelonie. Uczył gitary w szkole w Hafnarfjordur. Napisał wiele utworów muzycznych i stworzył liczne aranżacje.